# 盧卡斯谷
盧卡斯谷（英語：Lucas Valley）是位於美國加利福尼亞州馬林縣的一個非建制地區。該地的面積和人口皆未知。
1978年，星球大战导演乔治·卢卡斯曾在该处购地兴建Skywalker Ranch。但盧卡斯谷是以十九世纪一位名为卢卡斯的农场工人命名，与该导演并无关系。

## 地理
盧卡斯谷的座標為38°01′39″N 122°33′30″W / 38.02750°N 122.55833°W，而該地的平均海拔高度為33米（即108英尺）。